# ایل

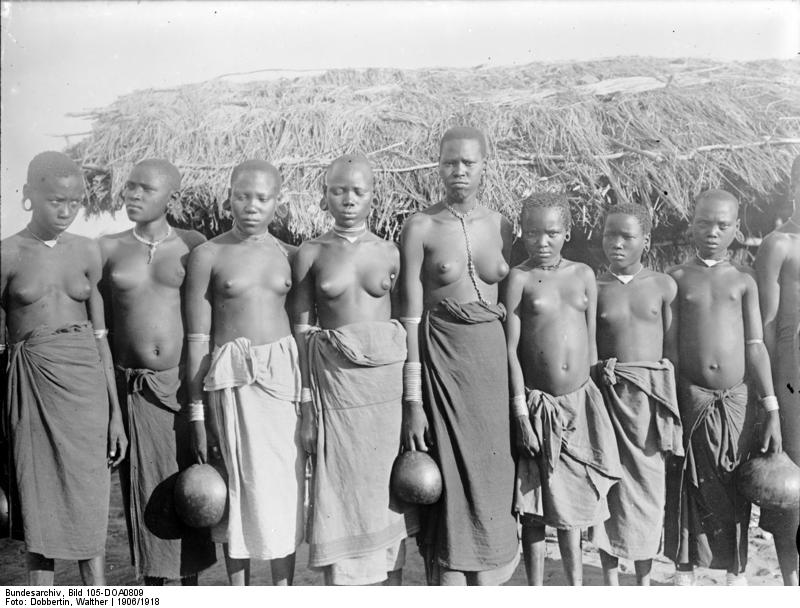
یکی از ایل‌های آفریقا - آرشیو فدرال آلمان

ایل در جامعه عشایر ایران عبارت است از اتحادیه‌ای سیاسی متشکل از طوایف عشایری که به اتکای وابستگی‌های خویشاوندی (نسبی، سببی و آرمانی) یا در برهه زمانی خاص، بنا به مصالح و ضرورت‌های سیاسی و اجتماعی با هم متحد شده و تشکیل یک ایل را می‌دهند. معمولاً ایلات دارای سرزمین و قلمرو ایلیِ خاص خود بوده و تحت رهبری و مدیریت شخصی با سمت ایلخان یا ایل بیگ اداره می‌شدند. از بزرگ‌ترین ایل‌های ایران می‌توان به ایل بیرانوند و ایل سادات و ایل بختیاری و قشقایی و ایلات خمسه اشاره کرد.

## تعریف
تعریف مشخص و دقیقی از مفهوم ایل وجود ندارد که بتوان آن را به همهٔ ایل‌ها تعمیم داد. به‌طور کلی ایل به مجموعه‌ای از طوایفی گفته شده که در محدوده‌ای که قلمروی آن ایل به‌شمار می‌آید زندگی می‌کنند. طوایف لزوماً با یکدیگر خویشاوندی ندارند و آداب‌ورسوم و شیوهٔ زندگی آن‌ها نیز می‌تواند متفاوت باشد، هرچند در اغلب موارد خویشاوندی و همگونی در آداب و رسوم و شیوهٔ زندگی وجود دارد.